# Stabat Mater

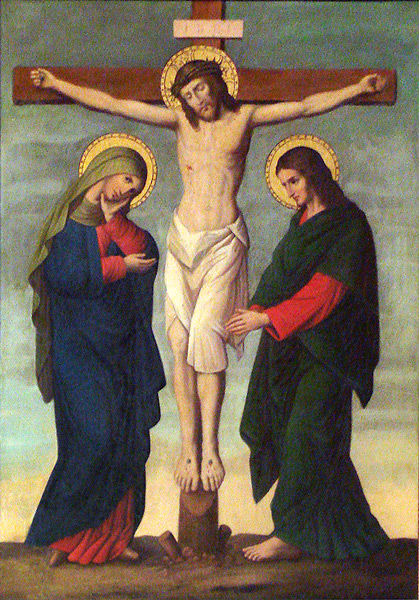
Stabat Mater.
Século XIX. Autor desconhecido. Parte de uma Via Sacra na Capela Senhor dos Passos da Santa Casa de Misericórdia de Porto Alegre, Brasil.

O  Stabat Mater ( latim para Estava a mãe) é uma prece ou, mais precisamente, uma sequentia católica do século XIII.
Há dois hinos que são geralmente chamados de Stabat Mater: um deles é conhecido como Stabat Mater Dolorosa (sobre as Dores de Maria), e o outro, chamado  Stabat Mater Speciosa, que, de maneira alegre, se refere ao Nascimento de Jesus. A expressão Stabat Mater, porém, é mais utilizada para o primeiro caso - um hino do século XIII, em honra a Maria  e atribuído ao franciscano Jacopone da Todi ou ao papa Inocêncio III.

## Dolorosa

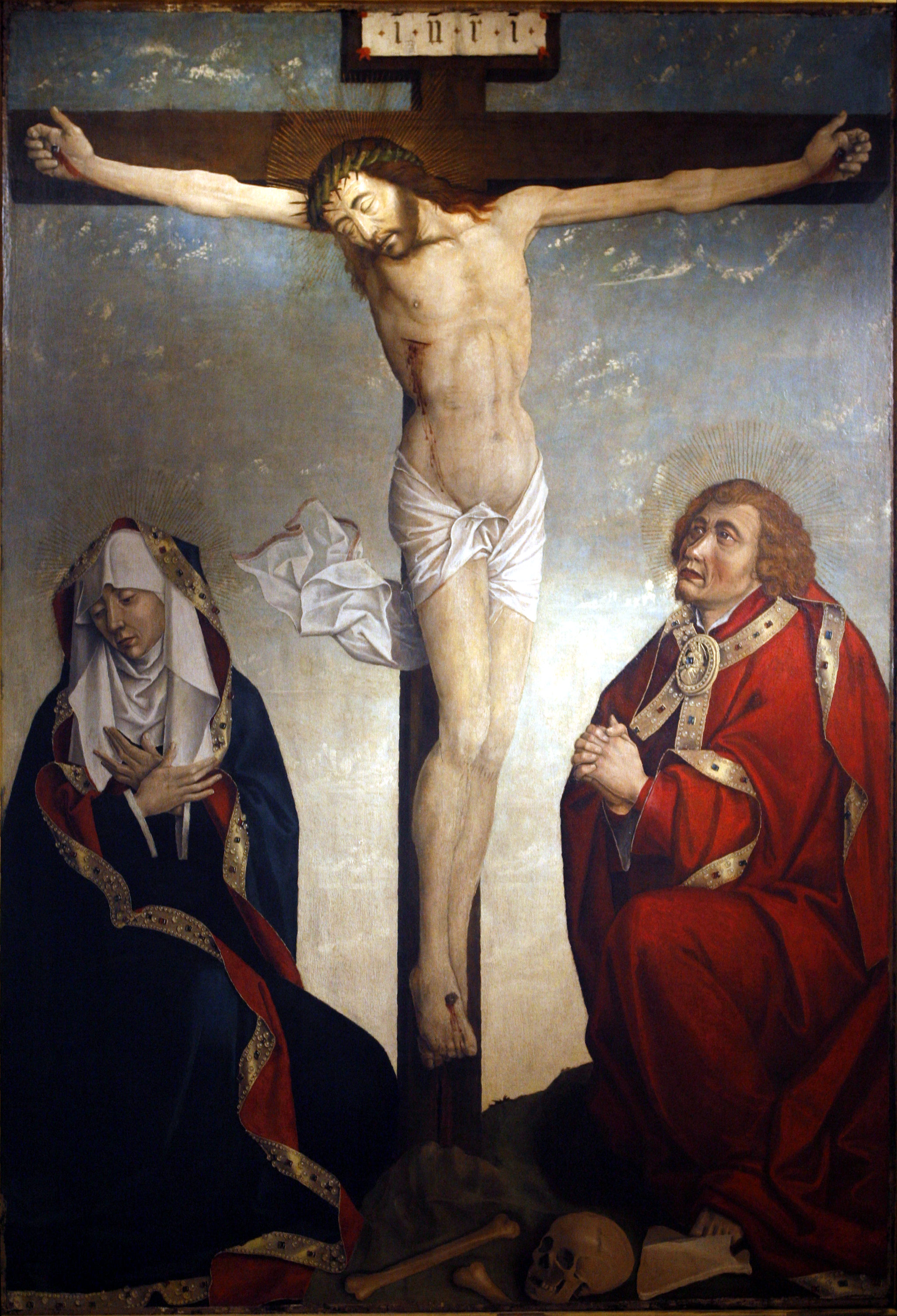
Stabat Mater.
ca. 1500. Autor desconhecido. Atualmente no Museu de Belas Artes de Dijon, na França.

O título do hino mais triste é um incipit da primeira linha, Stabat mater dolorosa (que significa "A mãe permaneceu cheia de tristeza"). O hino chamado de Dolorosa, um dos mais pungentes e diretos poemas medievais, medita sobre o sofrimento de Maria, a mãe de Jesus, durante a crucificação. Ele é cantado em honra à Nossa Senhora das Dores. O Dolorosa já recebeu diversas composições musicais por diversos artistas, principalmente Palestrina, Pergolesi, Scarlatti, Vivaldi, Haydn, Rossini, Dvořák, Schubert, Liszt, Verdi e Perosi.
O Dolorosa era bem conhecido já no final do século XIV e Georgius Stella escreveu sobre a sua utilização em 1388, com outros autores corroborando a afirmação mais para o final do século. Na Provença, por volta de 1399, ele era utilizado em procissões que duravam nove dias.
Como sequência litúrgica, o Dolorosa foi suprimido, juntamente com centenas de outras, pelo Concílio de Trento, mas retornou ao missal por ordem do papa Bento XIII, em 1727, na festa de Nossa Senhora das Dores.

## Speciosa
O hino mais alegre, Stabat Mater Speciosa ("A mãe permaneceu, bela") apareceu pela primeira vez numa edição de 1495 dos poemas de Jacopone da Todi contendo ambos os stabats. Porém, o Speciosa permaneceu praticamente esquecido até reaparecer no "Poètes Franciscains en Italie au Treizième siècle", em Paris. O Speciosa desde então tem sido visto como um dos mais doces hinos em honra a Maria e um dos sete grandes hinos latinos.

## Stabat Materna Música
O poema foi musicado por muitos compositores, como Antonio Vivaldi, Rossini, Dvořák e Pergolesi, Giovanni Pierluigi da Palestrina, Marc-Antoine Charpentier, Joseph Haydn, Emanuele d'Astorga, Charles Villiers Stanford, Charles Gounod, Krzysztof Penderecki, Francis Poulenc, Karol Szymanowski, Alessandro Scarlatti, Domenico Scarlatti, Arvo Pärt, Giuseppe Verdi, Zoltán Kodály, e muitos outros.